# Форме (Л'Аквила)
Форме (итал. Forme) је насеље у Италији у округу Л'Аквила, региону Абруцо.
Према процени из 2011. у насељу је живело 424 становника. Насеље се налази на надморској висини од 1010 м.